# Comité de empresa
Se denomina comité de empresa al cuerpo representativo de los trabajadores en una empresa. Es conocido también como comisión de empresa o comisión interna. Sus funciones y las normas que lo regulan varían considerablemente entre diferentes países, desde simples funciones de relación con el empleador y resolución de pequeños conflictos, hasta funciones representativas o compartidas en la negociación colectiva, ejercicio del derecho de información y consulta, y funciones de participación en el proceso de toma de decisiones de la empresa más o menos amplia (cogestión y autogestión). 
En muchos países del mundo la organización sindical de los trabajadores en el lugar de trabajo no se encuentra protegida, y por lo tanto el comité de empresa es una institución casi inexistente. 
El Comité de Empresa está integrado por trabajadores elegidos libremente por el personal de la empresa. Estos trabajadores suelen denominarse "delegados" del personal, o representante sindical en la empresa. Desempeñan un papel esencial en la organización sindical, tanto porque son quienes están en contacto directo con los trabajadores, como porque están ubicados en el interior de las empresas con pleno conocimiento del proceso productivo.
Originalmente limitaban su alcance al ámbito interno de cada país. Desde hace 30 años, y especialmente desde que en 1994 la Unión Europea aprobó la Directiva 97/74/CE estableciendo la obligatoriedad del Comité de Empresa Europeo para empresas con más de 1000 trabajadores, han comenzado a organizarse supranacionalmente (por ahora casi exclusivamente en Europa), y también globalmente como Comité de Empresa Mundial (ver sindicalismo internacional).
Un sistema alternativo al de los comités de empresa y las elecciones sindicales lo constituyen las secciones sindicales y las asambleas de trabajadores.

## Órganos análogos en las administraciones públicas
En el caso de las distintas administraciones públicas sólo los trabajadores sujetos a derecho laboral pueden elegir a miembros de Comité de empresa. Para el personal funcionario o estatutario el órgano colegiado de representación equivalente se denomina en ocasiones por las leyes Junta de Personal, presentando estos órganos una menor ratio representante-representado (menos miembros por trabajador que los comités de empresa).

## Regulaciones

### España
En la legislación española el Comité de Empresa está regulado en los artículos 62 y 63 del Estatuto de los Trabajadores, como uno de los tres órganos colegiados representativos de los trabajadores a efectos de relaciones laborales. 
El comité de empresa es elegido por sufragio libre y secreto entre todos los trabajadores de una empresa o centro de trabajo ya sean estos fijos o interinos, sea cual sea el porcentaje de jornada por el que están contratados por la empresa y siempre y cuente con un mes de antigüedad en la empresa, como mínimo (art. 69.2 del Estatuto de los Trabajadores).
Para concurrir a las elecciones sindicales en España es necesario hacerlo en representación de un sindicato legalmente constituido o avalado como independiente por un porcentaje de firmas de entre el total de trabajadores de la empresa o centro de trabajo.
Está compuesto por una representación proporcional de trabajadores dependiendo del número total de trabajadores de la empresa o centro de trabajo. Como regla general, para ser elegible es necesaria una antigüedad mínima de 6 meses en la empresa. En determinados sectores con una alta movilidad (como construcción o telemarketing), mediante convenio colectivo se puede reducir esa antigüedad. Son electores todos los trabajadores de la empresa o centro de trabajo mayores de dieciséis años y con una antigüedad en la empresa de, al menos, un mes (art. 69.2 Estatuto de los Trabajadores).